# Ak Bars Aero
Bugulma Air Enterprise (Russisch: Бугульминского авиапредприятия) was een Russische luchtvaartmaatschappij met haar thuisbasis in Boegoelma. Zij voerde passagiers- en chartervluchten uit binnen Rusland.

## Geschiedenis
Bugulma Air Enterprise is opgericht in 1995 als opvolger van de Boegoelma-divisie van Aeroflot. Van 1997 tot 2000 was ze een onderdeel van Tatarstan Airlines maar sinds 2000 voert zij weer zelfstandig vluchten uit. In 2015 is de maatschappij gestopt met het aanbieden van vluchten.

## Diensten
Bugulma Air Enterprise voerde lijnvluchten uit naar (jan. 2005)
Boegoelma, Kazan, Moskou, Nizjnevartovsk.

## Vloot
De vloot van Bugulma Air Enterprise bestaat uit: (okt.2006)
- 9 Yakolev Yak-40